# أليسا كونلي
أليسا كونلي (بالإنجليزية: Alyssa Conley)‏ هي عداءة سريعة جنوب أفريقية، ولدت في 27 أبريل 1991 في جوهانسبرغ في جنوب أفريقيا.

## وصلات خارجية
- أليسا كونلي على موقع الاتحاد الدولي لألعاب القوى (الإنجليزية)
- أليسا كونلي على موقع أوليمبيديا (الإنجليزية)